# Lucius Munatius Plancus (consul in 42 v.Chr.)
Lucius Munatius Plancus (Tibur, geboren tussen 90 v.Chr. en 85 v.Chr. - Gaeta, ca. 15 v.Chr.) was een Romeins militair en politicus. Hij was lid van de aanzienlijke familie der Romeinse gens Munatia. Zijn cognomen Plancus verwijst naar platvoeten.

## Leven
Lucius Munatius Plancus was een aanhanger en vertrouweling van Caesar, onder wie hij reeds in Gallië als legaat had gediend en die hij ook in de burgeroorlogen tegen de aanhangers van Pompeius diende.
Na de dood van zijn beschermheer sloot hij zich niet aan bij een van de toenmalige partijen, en wenste vergiffenis voor de moordenaars van Caesar. Hij zocht daarop, tegen de wens van Cicero met wie hij voortdurend in briefwisseling stond, een verzoening tussen Brutus en het Tweede Triumviraat tot stand te brengen. Uiteindelijk sprak hij zich, na herhaaldelijk aandringen van Cicero, uit ten voordele van de senaat en rukte op naar Mutina (Modena). Hij deed dit vanuit zijn provincia Gallia Comata waar hij de steden Lugdunum (Lyon) en Raurica had.
Toen hij echter over het ontzet van Mutina hoorde, bleef hij in het zuiden van Gallië, hoewel Cicero hem vermaande om Antonius aan te vallen en te vernietigen. Maar alle aansporingen en beloften van de senaat, alle pogingen van Cicero bleven zonder gevolg bij de ijdele man: zijn besluiteloosheid en de vrees  voor de onstandvastigheid van zijn soldaten waren sterker.
Hij werd echter voor de belangen van Antonius gewonnen. Hij ging zelf zover dat hij zijn eigen broer, Lucius Plautius Plancus, op de proscriptielijsten liet plaatsen.
Tussen 46 en 45 was hij stadsprefect, in 44-43 stadhouder van Gallia Comata. In 43 sloot hij zich aan bij Marcus Antonius, waarna hij in 42 v.Chr. samen met Lepidus consul werd.
Na de Perusiaanse Oorlog vluchtte hij uit vrees voor Octavianus naar Griekenland. Hij bestuurde (40 v.Chr.) vervolgens voor Antonius Syria. Hij maakte zich echter daar door afpersingen gehaat en vond daarom bij hem te Alexandrië een koele ontvangst.
Voor de slag bij Actium verliet hij Antonius, die hij tevergeefs de raad gaf Cleopatra weg te zenden. Hij ging heimelijk naar Rome en sloot vrede met Octavianus en stelde in 27 v.Chr. in de senaat voor die laatste de titel Augustus te verlenen. Hij bleef deze gedurende de rest van zijn leven trouw. In 22 v.Chr. werd hij samen met Paullus Aemilius Lepidus door Augustus aangesteld als censor.
Zijn privéleven was vlekkeloos. Cicero prijst zijn redevoeringen en de stijl van zijn brieven. Horatius heeft de Zevende Ode van zijn eerste boek aan hem gericht.
Plancus overleed ca. 15 v.Chr.; hij stierf weinig geacht en zelfs door tijdgenoten bespot. Zijn grafmonument bevindt zich op de top van de Monte Orlando bij Gaeta.